# Leon Szpilman
Leon Szpilman lub Leo Spellman (ur. 18 kwietnia 1913 w Ostrowcu, zm. 24 listopada 2012 w Toronto) – kanadyjsko-polski pianista i kompozytor pochodzenia żydowskiego, Honorowy Obywatel Ostrowca Świętokrzyskiego.

## Życiorys
Pochodził z rodziny o bogatych tradycjach muzycznych. Jego kuzynem był kompozytor i pianista Władysław Szpilman. Naukę gry na pianinie rozpoczął w wieku 4 lat i już mając 9 lat zaczął dorabiać po lekcjach jako taper w iluzjonie. Przed wojną był członkiem kapeli klezmerskiej w rodzinnym Ostrowcu. Krótko po wybuchu wojny zawarł związek małżeński. W czasie okupacji niemieckiej do października 1942 przebywał w ostrowieckim getcie, gdzie założył orkiestrę. W getcie udzielał także lekcji gry na akordeonie jednemu z niemieckich żołnierzy, który uprzedził go o planowanej likwidacji getta. Po ucieczce z getta ukrywał się wraz z żoną w Puszczy Iłżeckiej, a następnie przez 18 miesięcy wraz z żoną i szwagrem ukrywany był przez rodzinę Henryka Wrońskiego w domu przy ul. Denkowskiej 12 w Ostrowcu. 
Po wojnie Leon i Maria Szpilmanowie wyjechali z Polski. W 1947 podczas pobytu w obozie dla przesiedleńców w niemieckim Furstenfeldbruck, skomponował swój najbardziej znany utwór pt. Rapsodia 1939–1945 (utwór w zapomnieniu przeleżał w walizce do końca lat 90. XX wieku). W 1948 osiadł w Toronto, w Kanadzie, gdzie zmienił nazwisko na Spellman (w Kanadzie osiadła też jego starsza siostra Chana).
W Toronto prowadził zespół taneczny Orkiestra Leo Spellmana, który na przestrzeni lat wystąpił na ponad 1000 wesel i przyjęć. W 2000 miała miejsce amerykańska premiera jego Rapsodii 1939–1945 w Waszyngtonie podczas konferencji organizowanej przez United States Holocaust Memorial Museum, a 3 września 2002 kanadyjska premiera utworu w Toronto’s Harbourfront Centre podczas Ashkenaz Festival. Nagrania fonograficznego Rapsodii 1939–1945 dokonał zespół Paula Hofferta.
W 2006 zmarła Maria Spellman. Leo Spellman zmarł z powodu niewydolności serca 24 listopada 2012 w szpitalu North York General Hospital w Toronto, w Kanadzie. Po jego śmierci odnaleziono także dzienniki, które prowadził w czasie okupacji niemieckiej.

## Upamiętnienie
29 stycznia 2016 w Filharmonii im. Artura Malawskiego w Rzeszowie, w trakcie koncertu „Muzyka w blasku menory” miała miejsce polska premiera Rapsodii 1939–1945. 1 lutego 2016 pośmiertnie został wyróżniony tytułem Honorowego Obywatela Ostrowca Świętokrzyskiego, a także odsłonięto poświęconą mu tablicę pamiątkową na ścianie kina „Etiuda” w Ostrowcu Świętokrzyskim. Również w 2016 miała miejsce premiera telewizyjnego dokumentu produkcji kanadyjskiej pt. Leo Spellman's 'Rhapsody': In Concert dokumentującego pierwsze kanadyjskie wykonanie Rapsodii 1939–1945. W 2018 powstał też film dokumentalny The Lost Rhapsody of Leo Spellman poświęcony Rapsodii – Szpilmana.